# Cratere Veronese
Veronese è un cratere da impatto sulla superficie di Mercurio.
Il cratere è dedicato al pittore italiano Paolo Veronese.